# Nicolas Marazzi
Pour les articles homonymes, voir Marazzi.
Nicolas Marazzi est un footballeur Suisse né le 13 juillet 1981. Il joue au poste de milieu de terrain.

## Clubs successifs
- 1997-2003 :  FC Sion
- 2003-2008 :  Yverdon-Sport FC
- depuis 2008 :  FC Lausanne-Sport[1]
- 2013-2016 : Azzuri Lausanne
- 2016-2022 : Printse Nendaz

## Palmarès
- Champion de Suisse de D2 (Challenge League) en 2005 avec Yverdon
- Finaliste de la Coupe de Suisse en 2010 avec Lausanne
- Champion de Suisse de D2 (Challenge League) en 2011 avec Lausanne
- Promotion en 2ème ligue en 2021 avec Printse-Nendaz
- Champion valaisan de 2ème ligue en 2022 avec Printse-Nendaz
- Promotion en 2ème ligue interrégionale en 2022 avec Printse-Nendaz